# Analyze That
Analyze That is een Amerikaanse speelfilm uit 2002 onder regie van Harold Ramis. Het is een vervolg op de film Analyze This (1999).

## Verhaal
Maffiabaas Paul Vitti zit in de gevangenis en heeft serieuze bijstand nodig als hij er weer uit komt. Vanzelfsprekend keert hij weer terug bij zijn psychiater Dr. Ben Sobel voor hulp, en komt erachter dat Sobel zelf wel wat hulp kan gebruiken. Sobel heeft namelijk de praktijk van de familie geërfd, met als bijkomend effect een hoop stress.

## Rolverdeling
- Robert De Niro - Paul Vitti
- Billy Crystal - Dr. Ben Sobel M.D.
- Joe Viterelli - Jelly
- Lisa Kudrow - Laura Sobel
- Cathy Moriarty-Gentile - Patti LoPresti
- Frank Gio - Lou "The Wrench" Rigazzi
- Reg Rogers - Raoul Berman
- Kyle Sabihy - Michael
- Anthony LaPaglia - Anthony Bella / Nicky Caesar